# Hugo Sabido

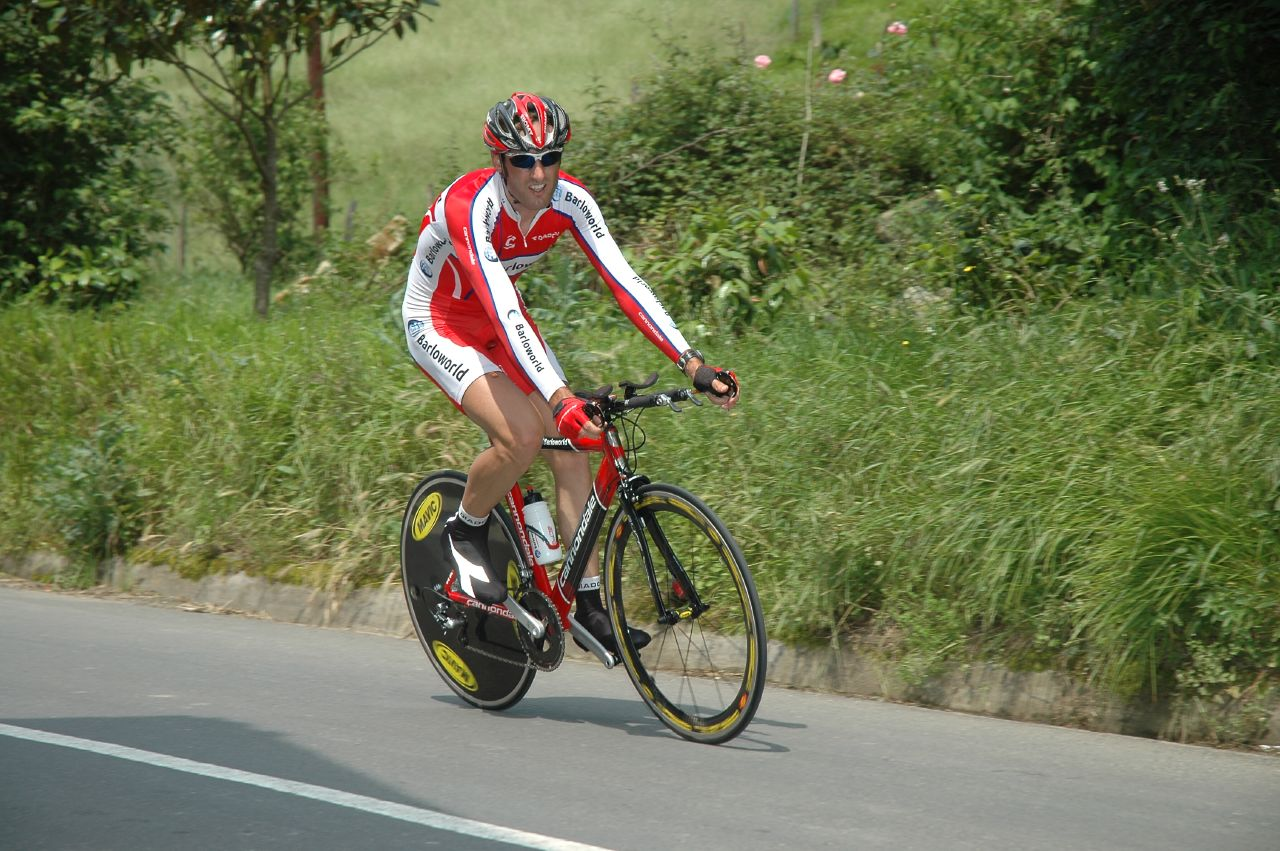
Hugo Sabido bei der Euskal Bizikleta 2007

Hugo Rafael Madeira Sabido (* 14. Dezember 1979 in Oeiras) ist ein portugiesischer Radrennfahrer.
Hugo Sabido begann seine Karriere 2001 bei der Radsport-Mannschaft Gresco-Tavira. 2002 wechselte er zu Porta da Ravessa und 2003 weiter zu Barbot. In dem Jahr wurde er unter anderem Dritter bei der Volta a Alentejo. Nach seinem Wechsel 2004 zu Maia-Milaneza gewann er eine Etappe bei der Volta a Alentejo und eine bei der Polen-Rundfahrt, bei der er auch Zweiter im Gesamtklassement wurde. 2005 fuhr er für das portugiesische Continental Team Paredes Rota dos Moveis. Er konnte mithilfe eines Etappensieges bei der Algarve-Rundfahrt auch die Gesamtwertung für sich entscheiden. 2011 gewann er den Prolog der Portugal-Rundfahrt.

## Erfolge
2004
- eine Etappe Volta ao Alentejo
- eine Etappe Polen-Rundfahrt

2005
- Gesamtwertung und eine Etappe Algarve-Rundfahrt

2011
- Prolog Portugal-Rundfahrt

## Teams
- 2001 Gresco-Tavira
- 2002 Porta da Ravessa
- 2003 Barbot
- 2004 Maia-Milaneza-MSS
- 2005 Paredes Rota dos Móveis
- 2006–2008 Barloworld
- 2009 LA-Rota dos Móveis
- 2010–2011 LA-Antarte
- 2012–2014 LA Aluminios-Antarte
- 2015 Louletano-Ray Just Energy